# Bahr al-Ghazal Settentrionale
Il Bahr al-Ghazāl Settentrionale (in arabo شمال بحر الغزال‎?, Shamāl Bahr al-Ghazāl) è uno dei dieci stati del Sudan del Sud. La capitale è Aweil.

## Geografia fisica

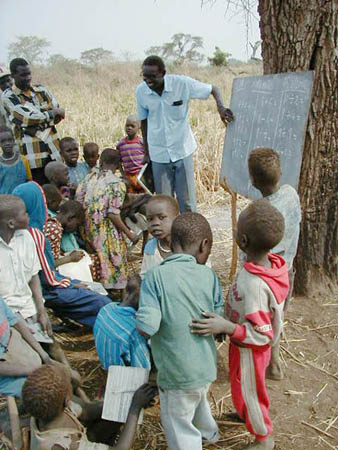
Scuola di un villaggio nel Bahr el Ghazal Settentrionale, 2002

Copre una superficie di 30.543 km² nella regione di Bahr al-Ghazal. Confina a nord con il Darfur Meridionale, a ovest e al sud con il Bahr al-Ghazal Occidentale e a est con il Warrap, l'Unità e Abyei.

## Storia
Per via della sua vicinanza alla regione del Kordofan e della presenza di una ferrovia strategica, il Bahr al-Ghazal è stato anch'esso danneggiato dalla Seconda guerra civile sudanese. Le ostilità ebbero luogo durante il passaggio di convogli di treni governativi che andavano dalla regione del Kordofan verso la località di Wau.